# Hermann Stange
Hermann Stange   (Kiel, 19 de desembre de 1835 - Kiel, 22 de juny de 1914) fou un organista i compositor alemany.

## Biografia
Hermann Stange va estudiar primer a la seva ciutat natal de Kiel abans de convertir-se en estudiant al Conservatori de Leipzig. Va tenir les seves primeres feines com a tutor particular amb el comte Bernstorff a Hannover i el príncep Hermann de Wied a Neuwied. En els anys 1860-1864 va ser organista del Rossall College d'Anglaterra. El 1866 Stange es va convertir en organista de la catedral de Slesvig, però va tornar a Kiel el 1876 com a organista i director de la Societat de Cant de Kiel (Kieler Gesangvereins) Dos anys més tard va ser nomenat director acadèmic de música a la Universitat Christian Albrechts de Kiel.
Va escriure un gran nombre de cors per a veus d'home.